# Mesacanthoides latignathus
Mesacanthoides latignathus is een rondwormensoort uit de familie van de Thoracostomopsidae. De wetenschappelijke naam van de soort is voor het eerst geldig gepubliceerd in 1919 door Ditlevsen.